# Chacahuaya
Chacahuaya ist eine Ortschaft im Departamento La Paz im Hochland des südamerikanischen Andenstaates Bolivien.

## Lage im Nahraum
Chacahuaya ist die zweitgrößte Ortschaft des Cantóns Amarete im Municipio Charazani in der Provinz Bautista Saavedra. Die Ortschaft liegt auf einer Höhe von 3949 m und ist sieben Kilometer Luftlinie von der Provinzhauptstadt Charazani entfernt.

## Geographie
Chacahuaya liegt im Osten des bolivianischen Altiplanos am Rande der Cordillera Central. Das Klima der Region ist ein typisches Tageszeitenklima, bei dem die mittleren Temperaturschwankungen im Tagesverlauf deutlicher ausfallen als im Ablauf der Jahreszeiten.
Die Jahresdurchschnittstemperatur der Region liegt bei 11 °C (siehe Klimadiagramm Charazani, bereinigt um die Höhendifferenz) und schwankt nur wenig zwischen 8 °C im Juni/Juli und knapp 13 °C im November/Dezember. Der Jahresniederschlag beträgt etwa 750 mm, einer viermonatigen Trockenzeit von Mai bis August mit Monatswerten von unter 25 mm steht ein regenreicher Sommer von Dezember bis März gegenüber, in dem die monatlichen Niederschlagswerte teilweise deutlich über 100 mm liegen.

## Verkehrsnetz
Chacahuaya liegt in einer Entfernung von 250 Straßenkilometern nordwestlich von La Paz, der Hauptstadt des gleichnamigen Departamentos.
Von La Paz führt die asphaltierte Nationalstraße Ruta 2 in nordwestlicher Richtung 70 Kilometer bis Huarina, von dort zweigt die Ruta 16 ab, die als asphaltierte Straße 97 Kilometer weiter in nordwestlicher Richtung entlang des Titicacasees bis Escoma führt. Von dort führt die Ruta 16 als unbefestigte Landstraße weiter nach Norden und erreicht nach 81 Kilometern Chacahuaya und nach weiteren anderthalb Kilometern Amarete.

## Bevölkerung
Die Einwohnerzahl der Ortschaft ist in dem Jahrzehnt zwischen den beiden letzten Volkszählungen leicht angestiegen:
| Jahr | Einwohner         | Quelle       |
| ---- | ----------------- | ------------ |
| 1992 | keine Detaildaten | Volkszählung |
| 2001 | 498               | Volkszählung |
| 2012 | 534               | Volkszählung |
| 2024 |                   | Volkszählung |